# 莎草兰属
莎草兰属（学名：Cyperorchis）是兰科下的一个属。该属共有2种。莎草兰属与兰属十分接近，只能通过花被下垂进行区分。因而近代大多学者都主张将其并入兰属。